# Ficus verruculosa
Espèce
Classification phylogénétique
Ficus verruculosa est une espèce de figuier de la famille des Moraceae. 
On la trouve en Afrique, du Nigeria jusqu'à l'Ouganda, le Kenya et la Tanzanie vers l'est, et vers le sud jusqu'en Angola, en Namibie et en Afrique du Sud.